# 中和乡 (大竹县)
中和乡，是中华人民共和国四川省达州市大竹县曾经下辖的一个乡。2019年12月，撤销中和乡，将其所属行政区域划归周家镇管辖。

## 行政区划
中和乡撤销前下辖以下地区：
街道社区、狮子村、环山村、清凉村和牛心村。